# Guan crestat
El guan crestat (Penelope purpurascens) és una espècie d'ocell de la família dels cràcids (Cracidae) que habita zones forestals de les terres baixes de Mèxic, des de Sinaloa i Tamaulipas, cap al sud, a la llarga dels dos vessants fins a l'Amèrica Central, Colòmbia, Equador i Veneçuela.